# Scelioninae
Scelioninae es una subfamilia de insectos himenópteros de la familia Platygastridae. Es una gran subfamilia cosmopolita con más de 3000 especies descritas, en 160 géneros. Son todos parasitoides de los huevos de otros insectos o arañas. Generalmente son muy pequeños, de 0,5 a 1 mm, a menudo negros con superficie esculpida, antenas con codo, con un flagelo de 9 a 10 segmentos. Antes era considerada una familia (Scelionidae) de Platygastroidea.

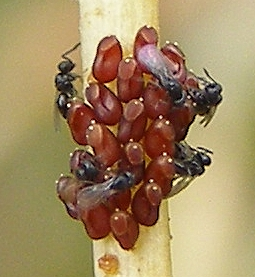
Telenomus sp. parasitando huevos de Rhopalidae

La mayoría son idibiontes que parasitan los huevos de muchas especies de insectos por ejemplo la  mariposa Asterocampa celtis y arañas. Son importantes controles biológicos. Algunas especies no tiene alas y unas pocas atacan los huevos de insectos acuáticos, bajo el agua.